# Dasylirion longissimum
Espèce
Classification APG III (2009)
Dasylirion longissimum est une espèce de plantes de la famille des asparagacées originaire du désert de Chihuahua et d'autres régions désertiques du nord-est du Mexique.